# Diphyus bipunctatus
Diphyus bipunctatus là một loài tò vò trong họ Ichneumonidae.